# Социология денег
Социология денег — область социологии, в которую входят изучение поведения людей в денежной системе и их взаимодействие вследствие влияния факторов кредитно-денежной системы, а также её изучение как социальный институт. Главной темой социологии денег является изучение экономического поведения общества и принимаемых им решений, изменений, по причине внешних внеэкономических воздействий, а также факторов, которые невозможно счесть или измерить (например внешне или внутренне-политических, экологических и др.).
В отличие от других дисциплин, изучающих экономику и денежную систему, социология денег в основном изучает, как различные виды влияния вне экономики воздействуют на экономические предпочтения и образ потребления, предпочтений.
См. также: Шапиро М. Г. Экономическая социология и социология денег // Социальные исследования. 2018. № 1. С. 55-64.